# Constance Nantier-Didiée
Constance Nantier-Didiée (Saint-Denis, Réunion (França), 16 de novembre, 1831 - Madrid (Espanya), 4 de desembre, 1867), va ser una mezzosoprano francesa. Segons els comentaristes de la seva època, va ser descrita com una veritable mezzo-soprano més que com una contralto. Va tenir una àmplia gamma de papers còmics, dramàtics i de parodia en la seva carrera teatral desenvolupada a París, Londres, Moscou i Madrid.

## Carrera
Nantier-Didiée va estudiar amb Gilbert Duprez al Conservatori de París, guanyant el primer premi d'òpera el 1849. L'any següent va debutar a Torí, com Emilia a La vestale de Saverio Mercadante. Tres anys més tard, va aparèixer a Luisa Miller a París al Théâtre-Italien, sent contractada l'any següent per tres temporades al Covent Garden, on va cantar a les estrenes de Rigoletto i Benvenuto Cellini el 2 de juliol de 1853. Dies abans, Constance havia cantat al costat de Belletti, Teresina Marinetti i Graziani, a la vetllada de la senyora Petre (28 de maig), fent un duet de l'òpera Flavio Rachis de Luigi Badia. El 1854, va debutar al Teatre Real de Madrid i va viatjar a Amèrica del Nord.

La temporada 1856-1857 es va representar al Liceu de Barcelona. La revista Diario de Barcelona l'exultava com una
| « | "simpàtica mezzosoprano, i un contralt en algunes tonalitats més baixes; algú de gran intel·ligència, puresa i habilitat en el cant, execució molt neta i àgil, expressiva i bona actriu". | » |

 {nota, 1}
Nantier-Didiée va tornar al Covent Garden el 15 de maig de 1858 per interpretar Urbain a Les Huguenots a la temporada d'obertura, cantant allí cada any fins al 1864. Dinorah també de Meyerbeer i Faust de Gounod presentan àries escrites especialment per a ella. Quando a te lieta, més tard traduït al francès com Si le bonheur a sourire t'invite va ser afegit per Gounod a un romanç per al seu personatge. Va ser la primera Preziosilla a l'estrena de La forza del destino a Sant Petersburg el 1862, i també va interpretar Siébel per a una producció en italià de Faust e Margherita al Covent Garden de Londres el 1863.
Va morir d'una pneumònia el 4 de desembre de 1867 durant les representacions de La favorite de Donizetti al Teatre Real de Madrid.